# Convocazioni al campionato europeo femminile di pallavolo 2005
Elenco delle giocatrici convocate per il campionato europeo 2005.

## Azerbaigian
| N° | Nome                | Ruolo | Data di nascita   | Squadra   |
| -- | ------------------- | ----- | ----------------- | --------- |
| -  | Faig Garayg         | All   | -                 | -         |
| 2  | Kseniya Kovalenko   | S     | 21 novembre 1986  | Azərreyl  |
| 3  | Alla Hasanova       | S     | 6 agosto 1970     | Azərreyl  |
| 4  | Oksana Parkhomenko  | P     | 28 luglio 1984    | Azərreyl  |
| 5  | Yelena Shabovta     | S     | 28 agosto 1969    | RC Cannes |
| 6  | Irina Siminyagina   | S     | 29 novembre 1984  | -         |
| 7  | Yelena Parkhomenko  | C     | 11 settembre 1982 | Azərreyl  |
| 8  | Natavan Gasimova    | P     | 8 luglio 1985     | Azərreyl  |
| 9  | Natalya Mammadova   | S/O   | 2 dicembre 1984   | Azərreyl  |
| 10 | Oksana Mammadyarova | S     | 6 aprile 1978     | Azərreyl  |
| 11 | Inessa Emel'janova  | C     | 17 gennaio 1972   | -         |
| 12 | Valeriya Korotenko  | L     | 28 gennaio 1984   | Azərreyl  |
| 14 | Ilaha Aghayeva      | S     | 9 marzo 1984      | Azərreyl  |

## Bulgaria
| N° | Nome                | Ruolo | Data di nascita   | Squadra            |
| -- | ------------------- | ----- | ----------------- | ------------------ |
| -  | Miroslav Zhivkov    | All   | -                 | -                  |
| 3  | Ilijana Gočeva      | C     | 2 novembre 1976   | -                  |
| 5  | Vyara Hadzhimoskova | -     | 16 ottobre 1983   | Senica             |
| 6  | Cvetelina Zarkova   | C     | 18 dicembre 1986  | Levski Sofia       |
| 7  | Martina Georgieva   | S     | 7 marzo 1985      | -                  |
| 8  | Eva Janeva          | S     | 31 luglio 1985    | Stinol             |
| 9  | Ljubka Debărlieva   | P     | 21 settembre 1980 | -                  |
| 12 | Vanja Sokolova      | C     | 22 giugno 1971    | -                  |
| 13 | Marija Filipova     | L     | 10 settembre 1982 | -                  |
| 14 | Elena Koleva        | S/O   | 1º dicembre 1977  | Giannino Pieralisi |
| 15 | Antonina Zetova     | S/O   | 17 settembre 1973 | Chieri             |
| 17 | Strašimira Filipova | C     | 18 agosto 1985    | CSKA Sofia         |
| 18 | Evelina Cvetanova   | P     | 22 aprile 1974    | -                  |

## Croazia
| N° | Nome                | Ruolo | Data di nascita   | Squadra      |
| -- | ------------------- | ----- | ----------------- | ------------ |
| -  | Ivica Jelić         | All   | -                 | -            |
| 3  | Zrinka Zuanović     | -     | 14 settembre 1978 | -            |
| 4  | Maria Likhtenchtein | P     | 7 febbraio 1976   | Airone       |
| 7  | Marina Katić        | P     | 1º ottobre 1983   | Villebon     |
| 8  | Barbara Jelić       | S     | 8 maggio 1977     | -            |
| 9  | Ilijana Dugandžić   | C     | 17 aprile 1981    | HAOK Mladost |
| 10 | Sanja Popović       | S/O   | 31 maggio 1984    | HAOK Mladost |
| 11 | Katarina Barun      | S/O   | 1º dicembre 1983  | HAOK Mladost |
| 12 | Vesna Jelić         | -     | 22 marzo 1982     | -            |
| 13 | Beti Rimać          | S     | 14 gennaio 1976   | -            |
| 14 | Patricia Daničić    | -     | 21 aprile 1978    | -            |
| 16 | Mia Jerkov          | S/O   | 5 dicembre 1982   | Uraločka     |
| 18 | Maja Poljak         | C     | 2 maggio 1983     | Bergamo      |

## Germania
| N° | Nome                | Ruolo | Data di nascita  | Squadra          |
| -- | ------------------- | ----- | ---------------- | ---------------- |
| -  | Lee Hee-wan         | All   | 15 gennaio 1956  | -                |
| 1  | Andrea Berg         | C     | 24 gennaio 1981  | Münster          |
| 3  | Nadja Jensewski     | -     | 2 aprile 1986    | -                |
| 4  | Kerstin Tzscherlich | L     | 15 febbraio 1978 | Dresdner         |
| 5  | Dominice Steffen    | S     | 17 dicembre 1987 | -                |
| 6  | Julia Schlecht      | P     | 16 marzo 1980    | Bayer Leverkusen |
| 8  | Cornelia Dumler     | S     | 22 gennaio 1982  | Bayer Leverkusen |
| 10 | Jana Gerisch        | S     | 24 maggio 1978   | -                |
| 11 | Christiane Fürst    | C     | 29 marzo 1985    | Dresdner         |
| 12 | Olessya Kulakova    | C     | 31 maggio 1977   | Asystel          |
| 13 | Regina Burchardt    | S     | 1º luglio 1983   | -                |
| 14 | Kathy Radzuweit     | C     | 2 marzo 1982     | Bayer Leverkusen |
| 15 | Angelina Grün       | S/O   | 2 dicembre 1979  | Bergamo          |

## Italia
| N° | Nome               | Ruolo | Data di nascita   | Squadra            |
| -- | ------------------ | ----- | ----------------- | ------------------ |
| -  | Marco Bonitta      | All   | 5 settembre 1963  | -                  |
| 1  | Simona Gioli       | C     | 17 settembre 1977 | Sirio Perugia      |
| 2  | Simona Rinieri     | S     | 1º settembre 1977 | Robursport Pesaro  |
| 3  | Elisa Togut        | S/O   | 14 maggio 1978    | Giannino Pieralisi |
| 4  | Elisa Cella        | S     | 4 giugno 1982     | Arzano             |
| 5  | Sara Anzanello     | C     | 30 luglio 1980    | Asystel            |
| 8  | Jenny Barazza      | C     | 24 luglio 1981    | Bergamo            |
| 9  | Nadia Centoni      | S/O   | 19 giugno 1981    | Robursport Pesaro  |
| 11 | Serena Ortolani    | S     | 7 gennaio 1987    | Bergamo            |
| 13 | Katja Luraschi     | P     | 6 gennaio 1986    | Bergamo            |
| 14 | Eleonora Lo Bianco | P     | 22 dicembre 1979  | Giannino Pieralisi |
| 15 | Antonella Del Core | S     | 5 novembre 1980   | Robursport Pesaro  |
| 17 | Paola Cardullo     | L     | 18 marzo 1982     | Asystel            |

## Paesi Bassi
| N° | Nome               | Ruolo | Data di nascita | Squadra       |
| -- | ------------------ | ----- | --------------- | ------------- |
| -  | Avital Selinger    | All   | 19 marzo 1959   | -             |
| 1  | Kim Staelens       | P     | 7 gennaio 1982  | -             |
| 3  | Francien Huurman   | C     | 18 aprile 1975  | -             |
| 4  | Chaïne Staelens    | S     | 7 novembre 1980 | Aragona       |
| 7  | Elke Wijnhoven     | L     | 3 gennaio 1981  | Forlì         |
| 8  | Alice Blom         | S     | 7 aprile 1980   | Münster       |
| 9  | Floortje Meijners  | S     | 16 gennaio 1987 | Pollux        |
| 10 | Janneke van Tienen | L     | 29 maggio 1979  | Martinus      |
| 11 | Caroline Wensink   | C     | 4 agosto 1984   | Münster       |
| 12 | Manon Flier        | S/O   | 8 febbraio 1984 | Asystel       |
| 14 | Riëtte Fledderus   | P     | 18 ottobre 1977 | Reggio Emilia |
| 15 | Ingrid Visser      | C     | 4 giugno 1977   | Tenerife      |
| 17 | Debby Stam         | S     | 24 luglio 1984  | Martinus      |

## Polonia
| N° | Nome                  | Ruolo | Data di nascita   | Squadra         |
| -- | --------------------- | ----- | ----------------- | --------------- |
| -  | Andrzej Niemczyk      | All   | 16 gennaio 1944   | -               |
| 1  | Katarzyna Skowrońska  | C     | 30 giugno 1983    | PTPS            |
| 2  | Mariola Barbachowska  | L     | 3 luglio 1982     | Modena          |
| 4  | Izabela Bełcik        | P     | 29 novembre 1980  | PTPS            |
| 5  | Magdalena Szryniawska | P     | 17 novembre 1969  | Vicenza         |
| 7  | Małgorzata Glinka     | S     | 30 settembre 1978 | Asystel         |
| 8  | Dorota Świeniewicz    | S     | 27 luglio 1972    | Sirio Perugia   |
| 9  | Agata Mróz            | C     | 7 aprile 1982     | BKS             |
| 10 | Joanna Podoba         | S     | 17 febbraio 1977  | Muszynianka     |
| 11 | Sylwia Pycia          | C     | 20 aprile 1981    | -               |
| 12 | Natalia Bamber        | S     | 24 febbraio 1982  | Gwardia Wrocław |
| 13 | Milena Rosner         | S     | 4 gennaio 1980    | PTPS            |
| 16 | Aleksandra Przybysz   | S     | 2 giugno 1980     | River           |

## Romania
| N° | Nome                | Ruolo | Data di nascita   | Squadra         |
| -- | ------------------- | ----- | ----------------- | --------------- |
| -  | Florin Grapa        | All   | -                 | -               |
| 1  | Florentina Nedelcu  | S     | 26 marzo 1976     | Piatra Neamț    |
| 2  | Elena Butnaru       | C     | 27 aprile 1975    | Las Palmas      |
| 4  | Elena Comza         | -     | 6 ottobre 1980    | Piatra Neamț    |
| 5  | Carmen Marcovici    | C     | 20 marzo 1973     | -               |
| 6  | Mihaela Pachitariu  | -     | 1º maggio 1973    | Dinamo Bucarest |
| 8  | Mihaela Herlea      | C     | 11 gennaio 1978   | -               |
| 9  | Georgeta Cojocaru   | -     | 25 luglio 1981    | -               |
| 10 | Mirela Corjeutanu   | S     | 6 luglio 1977     | -               |
| 11 | Maria Elisei        | S     | 23 maggio 1979    | -               |
| 13 | Crina Hosu          | S/O   | 11 settembre 1980 | -               |
| 14 | Mihaela Truţă       | S     | 18 dicembre 1975  | Știința Bacău   |
| 18 | Nicoleta Tolisteanu | L     | 3 dicembre 1980   | Știința Bacău   |

## Russia
| N° | Nome               | Ruolo | Data di nascita   | Squadra          |
| -- | ------------------ | ----- | ----------------- | ---------------- |
| -  | Giovanni Caprara   | All   | 7 novembre 1962   | -                |
| 1  | Marija Borodakova  | C     | 8 marzo 1986      | Dinamo Mosca     |
| 2  | Ol'ga Sažina       | S     | 19 febbraio 1986  | Dinamo Mosca     |
| 6  | Elena Godina       | S     | 17 settembre 1977 | Tenerife         |
| 7  | Natal'ja Safronova | S     | 6 febbraio 1979   | Uraločka         |
| 8  | Natalia Kurnosova  | -     | 11 settembre 1975 | -                |
| 9  | Natal'ja Alimova   | C     | 9 dicembre 1978   | -                |
| 10 | Ekaterina Kabešova | L     | 5 agosto 1986     | Dinamo Mosca     |
| 11 | Ekaterina Gamova   | S/O   | 17 ottobre 1980   | Dinamo Mosca     |
| 12 | Marina Šešenina    | P     | 26 giugno 1985    | Uraločka         |
| 13 | Maria Zhadan       | P     | 6 febbraio 1983   | -                |
| 15 | Ol'ga Fateeva      | S/O   | 4 maggio 1984     | Zareč'e Odincovo |
| 16 | Julija Merkulova   | C     | 17 febbraio 1984  | Zareč'e Odincovo |

## Spagna
| N° | Nome                | Ruolo | Data di nascita  | Squadra  |
| -- | ------------------- | ----- | ---------------- | -------- |
| -  | Aurelio Ureña       | All   | -                | -        |
| 1  | Elena García        | S     | 12 agosto 1979   | Benidorm |
| 4  | Maria Teresa Martín | S     | 31 marzo 1981    | -        |
| 5  | Sara Pérez          | -     | 29 novembre 1980 | Ávila    |
| 7  | Amaranta Fernández  | C     | 11 agosto 1983   | Albacete |
| 8  | Yasmina Hernández   | SO    | 24 aprile 1984   | Aguere   |
| 9  | Lucía Paraja        | C     | 10 febbraio 1983 | Benidorm |
| 10 | Yoraxí Meleán       | P     | 1º maggio 1975   | Benidorm |
| 11 | Jennifer Mendoza    | S     | 8 marzo 1984     | -        |
| 15 | Susana Rodriguez    | C     | 16 agosto 1976   | Tenerife |
| 16 | Sara González       | C     | 16 novembre 1984 | -        |
| 17 | Arkía El-Ammari     | S     | 9 ottobre 1976   | -        |
| 18 | Esther López        | L     | 29 novembre 1974 | Tenerife |

## Serbia e Montenegro
| N° | Nome                 | Ruolo | Data di nascita | Squadra          |
| -- | -------------------- | ----- | --------------- | ---------------- |
| -  | Zoran Terzić         | All   | 9 luglio 1966   | -                |
| 1  | Sanja Starović       | S/O   | 25 marzo 1983   | Vicenza          |
| 3  | Ivana Ðerisilo       | S/O   | 8 agosto 1983   | Vicenza          |
| 5  | Nataša Krsmanović    | C     | 19 giugno 1985  | Voléro Zurigo    |
| 6  | Aleksandra Ranković  | C     | 8 luglio 1980   | Ávila            |
| 7  | Brižitka Molnar      | S     | 28 luglio 1985  | Klek Srbijašume  |
| 10 | Maja Ognjenović      | P     | 6 agosto 1984   | Stella Rossa     |
| 11 | Vesna Čitaković      | C     | 3 febbraio 1979 | Maccabi Ra'anana |
| 13 | Maja Simanić         | P     | 8 febbraio 1980 | Köniz            |
| 14 | Aleksandra Avramović | C     | 3 luglio 1982   | Metal Galați     |
| 15 | Jelena Nikolić       | S     | 13 aprile 1982  | RC Cannes        |
| 16 | Anja Spasojević      | S/O   | 4 luglio 1983   | Asystel          |
| 17 | Marina Vujović       | L     | 23 gennaio 1984 | Stella Rossa     |

## Turchia
| N° | Nome                 | Ruolo | Data di nascita  | Squadra          |
| -- | -------------------- | ----- | ---------------- | ---------------- |
| -  | Reşat Yazıcıoğulları | All   | -                | -                |
| 1  | Bahar Mert           | P     | 13 dicembre 1975 | Eczacıbaşı       |
| 2  | Gülden Kayalar       | L     | 5 dicembre 1980  | Eczacıbaşı       |
| 4  | Özlem İşseven        | C     | 1º gennaio 1972  | Eczacıbaşı       |
| 5  | Aysun Özbek          | C     | 18 marzo 1977    | VakıfBank GS     |
| 6  | Duygu Sipahioğlu     | C     | 31 ottobre 1979  | Beşiktaş         |
| 7  | Natalia Hanikoğlu    | S     | 23 maggio 1975   | Zareč'e Odincovo |
| 9  | Deniz Hakyemez       | S     | 3 febbraio 1983  | Beşiktaş         |
| 10 | Güldeniz Önal        | S     | 25 marzo 1986    | İller Bankası    |
| 14 | Elif Ağca            | P     | 10 febbraio 1984 | VakıfBank GS     |
| 15 | Eda Erdem            | C     | 22 febbraio 1987 | Beşiktaş         |
| 16 | Seda Tokatlıoğlu     | S/O   | 26 giugno 1986   | İller Bankası    |
| 17 | Neslihan Demir       | S/O   | 9 dicembre 1983  | VakıfBank GS     |